# Bettincourt
Bettincourt (olandese: Bettenhoven; limburghese: Bettehaove) è una località della provincia di Liegi in Belgio. Fu comune autonomo finché la fusione comunale del 1971 non lo accorpò al comune di Waremme.
Situata 2 km a nordovest del capoluogo, giace presso la frontiera linguistica fiammingo-vallona. L'abitato si colloca soprattutto nel centro densamente edificato della città, tra la strada che collega Waremme a Gingelom e l'autoroute A3. A nord del centro cittadino il territorio è ancora del tutto destinato ad agricoltura e allevamento.

## Storia
Bettincourt dipendette sempre amministrativamente da Waremme finché non divenne signoria autonoma alla fine del XVII secolo. Ecclesiasticamente fu presto sede parrocchiale estesa ai villaggi di Berloz e Corswarem. L'esistenza di una chiesa è riportata già nel 1314.

## Luoghi di interesse
- Chiesa barocca di San Lamberto in stile Luigi XV (1771)[2]
- Rue des Quatre Fermes (crocevia con quattro fattorie del XVIII-XIX secolo) fuori città[2]